# Ічтіс ЗПГ
Ічтіс ЗПГ (Ichthys LNG) — австралійський завод із виробництва зрідженого природного газу поблизу міста  Дарвін (Північна територія), що почав роботу в 2018 році.
Завод є частиною масштабного проекту, що включає також розробку офшорних родовищ та трубопровід Ічтіс – Дарвін. Загальна вартість проекту становить 34 млрд доларів США, а сировинна база оцінюється у 340 млрд м³.
Проект Ічтіс розпочали планувати ще з початку 2000-х років, при цьому спершу завод збирались розмістити на островах Маррет, які знаходяться всього у 200 км від родовища. Проте влада Австралії наполягла на використанні ділянки в околицях порту Дарвін, від якого до офшорних видобувних потужностей майже 900 км. 
Доправлений по трубопроводу газ проходить підготовку, що, зокрема, включає: 
- розділення газової фракції та залишків конденсату (біля 85% конденсату продукує розташована в районі родовища Ічтіс плавуча установка підготовки); 
- стабілізацію конденсату з вилученням ще наявних у ньому легких вуглеводнів, які додаються до газової фракції; 
- вилучення з газової фракції гомологів метану, що провадиться за допомогою деметанайзера (втім, частина етану залишається у складі фракції, що далі подається на зрідження);
- фракціонування суміші гомологів метану з отриманням етану, пропану, бутану, ізопентану та конденсату. Етан та невелика частина пропану призначені для використання в системі охолодження самого заводу, тоді як більша частина пропану, бутан та конденсат експортують. Ізопентан та, за наявності, надлишки етану використовують як паливний газ.  
Річна потужність Ічтіс ЗПГ дорівнює 8,4 млн т (11,8 млрд м³) ЗПГ та 1,6 млн т пропану та бутану. Також проект розрахований на продукування 100 тисяч барелів конденсату на добу (з них 15 тисяч барелів на береговому майданчику). 
Для зберігання ЗПГ перед відправкою призначені два резервуари ємністю по 165 тис м3, крім того, наявні два резервуари по 90 тис м3 для пропану та бутану і два резервуари загальною ємністю 120 тис м3 для конденсату.
У складі заводу створене портове господарство із двох причалів, розміщених на кінцях пірсу складної форми (680-метровий пірс до причалу для обробки ЗПГ та відгалуження від нього довжиною 630 метрів до причалу для навантаження зрідженого нафтового газу та конденсату). Відомо, що серед залучених до спорудження портового госпожарства суден були фрезерний земснаряд «Athena» та землесосний снаряд «Vox Maxima».
За потреби комплекс має можливість постачати газ у місцеву мережу, для чого сполучений короткою перемичкою з системою Палм-Воллей – Дарвін.
Завод має власну теплову електростанцію потужністю 590 МВт.
Реалізацією проекту займається консорціум у складі японської компанії INPEX (оператор 66,07 %) та французької Total (30 %). Також малі частки участі мають споживачі продукції — японські енергетичні компанії Tokyo Gas, Osaka Gas, Chubu Electric та Toho Gas.